# Улица Косте Главинића
Улица Косте Главинића налази се у општини Савски венац, у Београду. Ова улица се простире од Булевара војводе Мишића до улице Сање Живановића и укршта се са улицама Јована Ристића, Кабларском, Васе Пелагића, Светог Наума и Војислава Вучковића.

## Опште информације
Улица је добила име у част Косте Главинића, професора Велике школе, министрa привреде 1908. и 1909, 1911-1924, комесарa Српске народне банке, 1886-1903, одборникa Београдске општине, и председника исте 1903-7, 1910. и 1918.
Садашње име носи од 1930. године. У периоду од 1920. до 1930. године, улица је носила назив Мајданска улица.

## Значајни објекти
- Сењачка пијаца
- Електротехнички институт Никола Тесла, Косте Главинића 8а
- Дом за смештај деце без родитељског старања „РЈ Дринка Павловић”, Косте Главинића 14